# Vi kommer i fred
Vi kommer i fred är en svensk science fiction- och dramaserie som har premiär på TV4 Play den 6 november 2025 och på TV4 den 13 november 2025. Serien bygger på novellen "Queer Noveau 2.0" av Anders Fager. Den är regisserad av Jens Jonsson och Mani Maserrat efter ett manus skrivet av Lars Lundström. Exekutiva producenter på TV4 är Lisa Dahlberg och Lucy ter Berg. Producent på Spark Film & TV är Piodor Gustafsson.

## Handling
Kaos utbryter när ett märkligt manetliknande föremål uppenbarar sig i himlen ovanför Stockholm. Men vad är det egentligen som syns på himlen, är det utomjordingar vi har att göra med och vad vill de i så fall?

## Rollista
- Evin Ahmad - Zandra
- Fares Fares - Elias